# 2.º Esquadrão de Transporte Aéreo

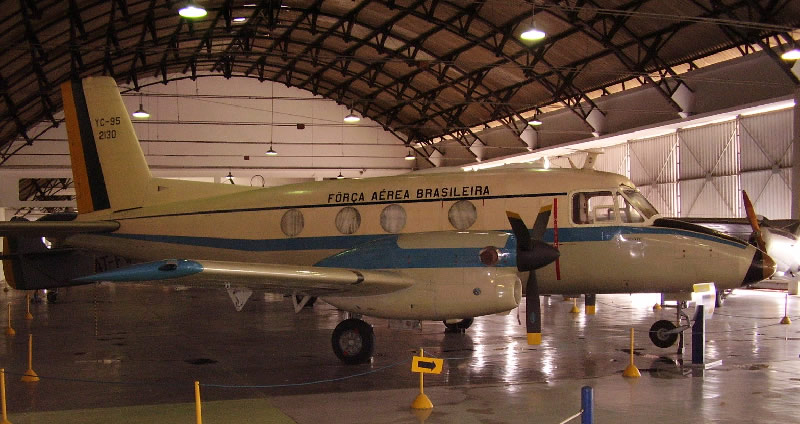
O Bandeirante é a principal aeronave empregada nos ETA´s.

O 2º Esquadrão de Transporte Aéreo (2º ETA) ou Esquadrão Pastor é uma unidade aérea da Força Aérea Brasileira. Cada esquadrão de transporte aéreo está subordinado a um Comando Aéreo Regional, assim, o 2º ETA fornece apoio aéreo ao II COMAR. Sua missão é realizar missões de transporte aéreo e de tropa, ligação de comando e evacuação aeromédica.
Está sediado na ALA-10 em Natal - RN e opera aeronaves aeronaves C-95A e C-95B (Embraer EMB-110 Bandeirante).
Os ETA's tem importante função logística na força, permitindo o fluxo de material e pessoal, dando capilaridade ao transporte realizado pelos Grupos de Transporte que operam aeronaves de grande porte. Também executam ações em proveito de outros órgãos da administração pública federal, atendendo também aos governos estaduais e municipais, nos casos de calamidade pública, transporte de enfermos e ações de cunho social.

## História[2]
A história do Segundo Esquadrão de Transporte Aéreo (2º ETA) - Esquadrão Pastor - remonta à década de 60, tendo sido criado através da Portaria R-2/GM-3, de 12 de maio de 1969, com sede na Base Aérea do Recife e subordinação operacional ao Comando de Transporte Aéreo, iniciando suas atividades em 1 de junho de 1969.
Em 14 de agosto de 1969, passou à subordinação do Núcleo do Comando da Primeira Força Aérea de Transporte Aéreo, voltando a subordinar-se, em 11 de maio de 1972, ao Comando de Transporte Aéreo, conforme Portaria R-14/GM-3. A partir de 5 de dezembro de 1979, pela portaria ministerial 253/GM3, a Unidade Aérea passou a subordinação operacional do Segundo Comando Aéreo Regional - II COMAR.
Dotado inicialmente de aeronaves C-47 Douglas, C-45 Beechcraft, TC-45 Super-Beech e U-7 Sêneca, atualmente está equipado com aeronaves C-95B Bandeirante, C-97 Brasília e C-98A Grand Caravan - G1000.

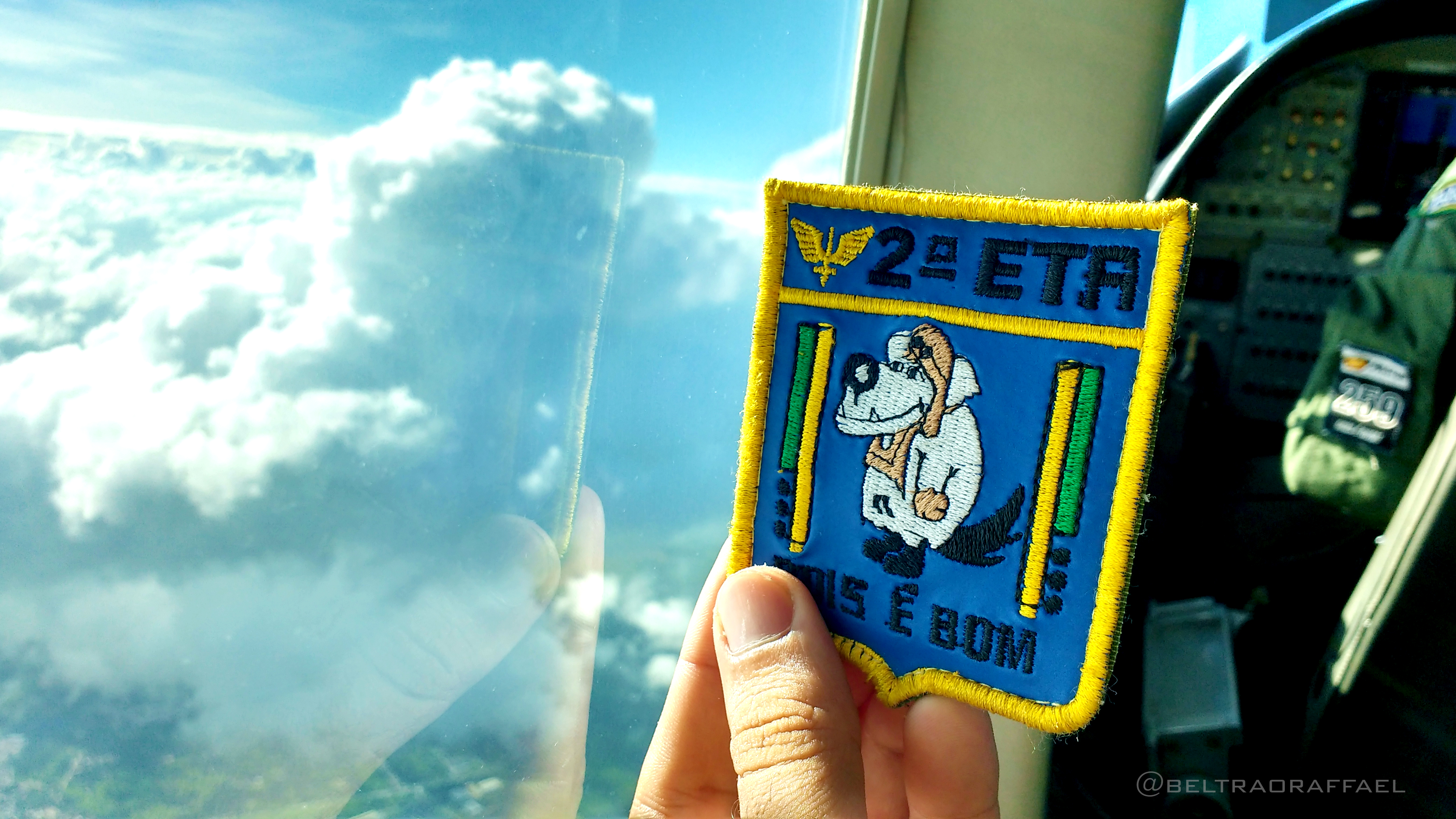
Bolacha do 2º ETA

A partir de 1982, com o recebimento do C-95 Bandeirante, o Esquadrão Pastor passou a participar de Operações Aeroterrestres, realizando, desde então, o lançamento de tropas paraquedistas e cargas, pousos de assalto, pousos em áreas não preparadas, como rodovias, e toda sorte de missões voltadas ao preparo de suas tripulações para o pronto emprego em tempos de paz ou conflito. Em 12 de maio de 2006, ano em que comemorou 37 anos de sua criação, completou 100.000 horas totais de voo, sendo mais de 70.000 horas voadas em aeronaves C-95 Bandeirante.
O Bandeirante partiu de um ambicioso projeto do Instituto de Pesquisas e Desenvolvimento (IPD) do Centro Técnico Aeroespacial (CTA), na década de 60, tornando-se o ponto de partida para o sucesso de indústria aeronáutica brasileira. Essa aeronave é presença constante em praticamente todos os aeroportos brasileiros. Sua participação é marcante no desenvolvimento da Região Nordeste do Brasil, contribuindo não só com as atividades da Força Aérea Brasileira e das outras Forças Armadas, mas também com diversos outros órgãos do governo, nos mais distantes rincões do Sertão Nordestino.
O Esquadrão, nos seus 45 anos de existência, cumpriu diversas missões em apoio às calamidades e emergências sociais, resgate de feridos, ressuprimento aéreo em apoio às tropas de terra e população - com medicamentos e víveres, transporte de profissionais da saúde em missões de Evacuação Aeromédica e de Misericórdia, lançamento de tropas paraquedistas e etc.
A Unidade conta com cerca de 100 militares em seu efetivo, pessoas que realizam, além das atividades operacionais, atribuições logísticas na manutenção de aeronaves e equipamento de voo, ações de inteligência e contra-inteligência, atividades administrativas e socioculturais de apoio ao homem.
O 2º ETA participou de diversas Operações de vulto no cenário nordestino, dentre elas, as mais recentes, a Operação Pernambuco e Alagoas, em socorro às populações assoladas pelas enchentes no interior desses estados, as buscas ao Air France 447, em 2009, a IX Operação Rumba, na formação dos Aspirantes do 1º/5º GAv - os novos pilotos operacionais da Aviação de Transporte, e a CRUZEX V.

## Aeronaves
Até Abril de 2018,  2º Esquadrão de Transporte Aéreo (2º ETA) ou Esquadrão Pastor dispõe de 3 modelos de aeronaves :

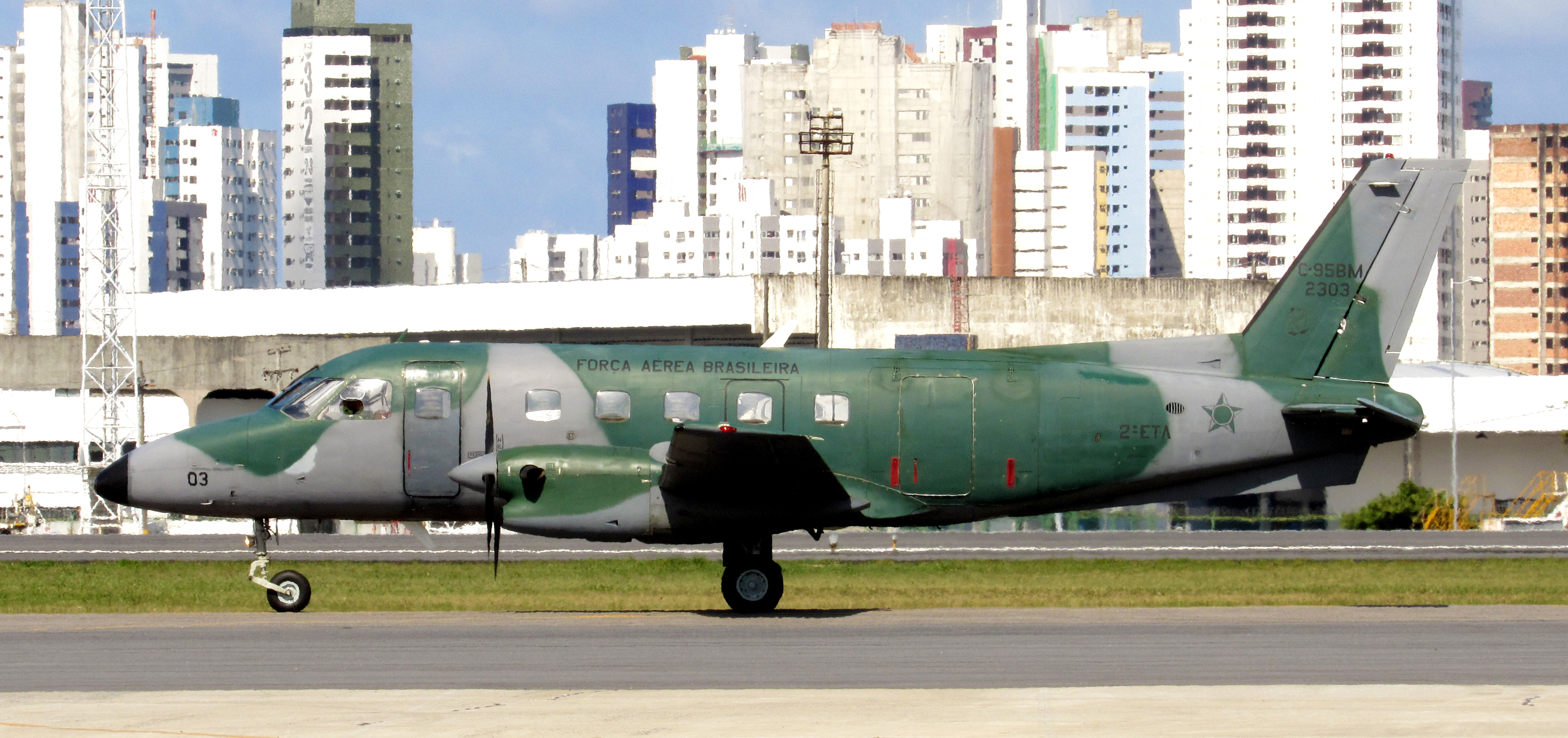
C-95BM usado pelo 2º ETA em missão de transporte

- 4 aeronaves C-95BM Bandeirante
- 1 aeronave modelo C-97 Brasília
- 1 Aeronave modelo C-98 Caravan

## Transferência para Natal - RN
Com a reestruturação da FAB, a Base Aérea de Recife foi desativada e em janeiro de 2018 o 2º ETA foi transferido para a Ala 10 (Natal - RN). Um dia após de se apresentar na Ala 10, já estava realizando a sua primeira missão em solo potiguar. 